# Liste der Biografien/Niev
Liste der Biografien |
Portal Biografien |
Personensuche
# |
A |
B |
C |
D |
E |
F |
G |
H |
I |
J |
K |
L |
M |
N |
O |
P |
Q |
R |
S |
T |
U |
V |
W |
X |
Y |
Z |
?
 
Na |
Nb |
Nc |
Nd |
Ne |
Nf |
Ng |
Nh |
Ni |
Nj |
Nk |
Nl |
Nm |
Nn |
No |
Nr |
Ns |
Nt |
Nu |
Nv |
Nw |
Nx |
Ny |
Nz
 
Nia |
Nib |
Nic |
Nid |
Nie |
Nif |
Nig |
Nih |
Nii |
Nij |
Nik |
Nil |
Nim |
Nin |
Nio |
Nip |
Niq |
Nir |
Nis |
Nit |
Niu |
Niv |
Niw |
Nix |
Niy |
Niz
 
Nieb |
Niec |
Nied |
Nief |
Nieg |
Nieh |
Niej |
Niek |
Niel |
Niem |
Nien |
Niep |
Nier |
Nies |
Niet |
Nieu |
Niev |
Niew
Die Liste der Biografien führt alle Personen auf, die in der deutschsprachigen Wikipedia einen Artikel haben. Dieses ist eine Teilliste mit 23 Einträgen von Personen, deren Namen mit den Buchstaben „Niev“ beginnt.

## Niev

### Nieva
- Nievas, Alhambra (* 1983), spanische Rugby-Union-Schiedsrichterin und -Spielerin

### Nieve
- Nieve, Kelvin de la (* 1986), spanischer Boxer
- Nieve, Mikel (* 1984), spanischer Radrennfahrer
- Nieve, Steve (* 1958), englischer Pianist, Keyboarder und Komponist
- Nievelstein, Gero (* 1969), deutscher Schauspieler im Theater und Film
- Nievelstein, Markus (* 1961), deutscher Fernsehjournalist
- Nievelstein, Werner (1941–2023), deutscher Fußballspieler
- Nievergalt, Nikolaus, Künstler des Spätmittelalters
- Nievergelt, Edwin (1917–2010), Schweizer Musikwissenschafter, Organist und Kantor
- Nievergelt, Ernst (1912–1999), Schweizer Radrennfahrer
- Nievergelt, Erwin (1929–2018), Schweizer Ökonom und Wirtschaftsinformatiker
- Nievergelt, Jürg (1938–2019), Schweizer Informatiker und HochschullehrerJürg Nievergelt (1938–2019)

Jürg Nievergelt (1938–2019)

- Nieves Conde, José Antonio (1911–2006), spanischer Regisseur
- Nieves Loja, Gerardo Miguel (* 1963), ecuadorianischer römisch-katholischer Geistlicher, Weihbischof in Guayaquil
- Nieves, Alexis (* 1995), venezolanischer Sprinter
- Nieves, Boo (* 1994), US-amerikanischer Eishockeyspieler
- Nieves, Darwin (* 1990), uruguayischer Fußballspieler
- Nieves, Joe (* 1977), US-amerikanischer Schauspieler
- Nieves, Nelson (1934–2021), venezolanischer Fechter
- Nieves, Néstor (* 1974), venezolanischer Hindernisläufer
- Nieves, Tito (* 1958), puerto-ricanischer Sänger und Salsamusiker

### Nievo
- Nievo, Ippolito (1831–1861), italienischer Autor
- Nievo, Stanislao (1928–2006), italienischer Schriftsteller, Dichter, Journalist und Filmemacher